# Léon Tom
 (décembre 2023).
Si vous disposez d'ouvrages ou d'articles de référence ou si vous connaissez des sites web de qualité traitant du thème abordé ici, merci de compléter l'article en donnant les références utiles à sa vérifiabilité et en les liant à la section « Notes et références ».
Léon Tom, né à Anvers (Belgique) le 25 octobre 1888 et mort en un lieu et une date inconnus, est un escrimeur et bobeur belge.

## Carrière
Léon Tom remporte deux médailles d'argent à la compétition d'épée par équipe aux Jeux olympiques d'été lors des éditions de 1920 et de 1924.
Quatre ans après cette dernière médaille à Paris, il participe à une édition des Jeux olympiques d'hiver lors de l'épreuve de bobsleigh des Jeux de 1928 à Saint-Moritz où l'équipage belge (avec aussi Ernest Casimir-Lambert, Marcel Sedille-Courbon, Max Houben, et Walter Jean Ganshof van der Meersch), termine à la sixième place.